# Orlando « Maraca » Valle
Pour les articles homonymes, voir Maraca (homonymie) et Valle.
 (octobre 2011).
Si vous disposez d'ouvrages ou d'articles de référence ou si vous connaissez des sites web de qualité traitant du thème abordé ici, merci de compléter l'article en donnant les références utiles à sa vérifiabilité et en les liant à la section « Notes et références ».
Maraca (Orlando Valle de son vrai nom) est un flûtiste cubain, arrangeur, compositeur et chef d’orchestre, né à La Havane (Cuba) le 5 septembre 1966.

## Biographie
Issu d'une famille de musiciens, il étudie la flûte dès l'âge de 10 ans aux Conservatoires Manuel Saumell, Amadeo Roldán, puis à l’Institut Supérieur des Arts de La Havane.
Son physique (très maigre avec une coiffure afro) lui a valu le surnom de maraca.
En 1988, Maraca rejoint le célèbre groupe cubain Irakere, fondé en 1973 par Chucho Valdés et Paquito D’Rivera, en tant que flûtiste, clavier, compositeur et arrangeur.

Avec Irakere, il partage alors la scène avec des artistes aussi divers que Dizzy Gillespie, Paquito D'Rivera, Chick Corea... et joue dans les plus grands clubs et festivals de jazz du monde entier pendant six ans.
Maraca jouit alors d'une reconnaissance internationale et acquiert une grand maturité musicale qui le pousse à quitter Irakere en 1994
et créer son propre groupe, Otra Vision, en hommage
à Emiliano Salvador dont le premier album s'intitulait Nueva Vision.
Maraca a produit et composé l'essentiel des répertoires du groupe Yumurí y sus Hermanos, de son frère Moisés Valle (surnommé Yumuri),
puis des albums du joueur de congas Orlando Poleo
(Vénézuélien vivant à Paris),
Pasaporte avec Tata Guines et Anga Diaz,
et Cubanismo (Descarga de Hoy, Aprovecha (cha-cha-cha), Ahora me Voy) sur le premier album, Salsa Pilon et Mar Y Tierra sur le deuxième.
En 1998 il partage la production et direction musicales de l'album « Havana Flute Summit » sur le disque de la canadienne flûtiste/saxophoniste Jane Bunnett où il compose 3 morceaux dont un morceau pour sa femme également flûtiste Céline : « Celine's cha cha » !
En 1999, sous le nom d'Afro Cuban Jazz Project, sortie de « Descarga Uno », un album de descargas (jam-sessions) réunissant Barbarito Torres, Tata Güines et Osdalgia
Il a collaboré aux enregistrements d'Afrocuban All Stars (Distinto y Diferente), Caravana Cubana, la chanteuse japonaise Nora (Cuban Colors, Tratame como soy), de Yumurí y Sus Hermanos (Olvidame Si Puedes), Leyanis Lopez (Como Una Mariposa), Rythm and Smoke, Picason (Que felicidad (2005) sur lequel il a composé Cuida este amor, Chachacha Sabrosón, Que inspiración), Amadito Valdès (Bajando Gervasio (2002), sur lequel il a composé Céline’s groove), Cesária Évora (Café Atlantico, dont il réalise 2 arrangements et intervient en tant que flûtiste)...
Depuis 2001, Orlando Valle « Maraca » est aussi l'initiateur du projet « Maraca & Afro-Cuban Jazz Masters » présenté à diverses scènes européennes, colombiennes et américaines. Ce projet réunit les solistes de Latin jazz et de salsa les plus prestigieux de Porto Rico, des États-Unis et de Cuba : Giovanni Hidalgo (Porto Rico, congas), Jimmy Bosch (États-Unis, trombone), Papo Vazquez (Porto Rico, trombone), Tata Guines (Cuba, congas), Changuito (Cuba, timbales) parmi d'autres.
En septembre 2008, il présente durant 2 concerts  un projet instrumental spécial (« Cuban Lullabies ») commandité par Tim Jackson et Jason Olaine, du festival de jazz de Monterey en Californie, projet qui deviendra par la suite le « Monterey Latin Jazz All-Stars », autour duquel il réunit les plus  grands instrumentistes du  Latin jazz américains et Cubains comme Giovanni Hidalgo (congas, batá, set de percussion), Horacio « El Negro » Hernández (batterie), John Benítez (contrebasse, guitare basse), Ed Simon (piano), David Sánchez et Miguel Zenón (saxophones), Murray Low (claviers) et la section de cordes du Monterey jazz Festival. Ce projet, conçu de longue date par Maraca, aborde un répertoire issu des grands compositeurs de la musique classique cubaine de la fin du XIXe et début du XXe siècles comme Ignacio Cervantès, Ernesto Lecuona, ainsi que de la musique populaire cubaine de la fin du XIXe siècle comme le « danzón », répertoires réarrangés à l’occasion par Maraca depuis un point de vue jazzistique et résolument moderne, ouvert sur l’improvisation. Ce projet est également programmé pour septembre 2008 dans le cadre des festivals de jazz de Colombie (Cali, Medellín, et Barranquilla), ainsi que dans  le grand circuit des festivals Européens de 2010.
Depuis la création de son groupe « Maraca y Otra Visión », devenu par la suite « Maraca Salsa & Latin Jazz band », et ses autres projets sous son nom, Maraca se produit régulièrement dans les festivals de jazz, musique latine et de world-music les plus importants du genre, et dans les salles les plus réputées. Sa formule a succès a fait qu’il revient régulièrement dans les mêmes festivals avec autant de succès.
Considéré comme « l’un des noms les plus recherchés de la musique afro-cubaine » par The Los Angeles Times et comme « le groupe afro-cubain le plus influent de ce début de siècle » (Chicago Tribune), Orlando « Maraca » Valle est apprécié pour la générosité de sa musique et sa capacité à exceller dans tous les styles tant dans la musique afro-cubaine & latine, que dans le Latin jazz ; sa musique est un cocktail d’énergies et de fusions qui mélange les improvisations les plus jazz aux éléments les plus dansants de la musique populaire Cubaine.
Sa nomination en 2003 au prestigieux prix Grammy Américain comme « Meilleur album salsa » fait de lui le plus jeune artiste de Cuba jamais nommé par l’Académie Nationale des Arts et des Sciences Américaine; vainqueur de multiples prix CUBADISCO et EGREM à Cuba tant dans les catégories « Fusion », « Latin jazz » ou « Musiques populaires actuelles ».
Maraca explore les racines de la musique cubaine, mais avec une touche de modernité en puisant dans le jazz et la salsa, avec la volonté de faire connaître internationalement cette musique.
Le 25 janvier 2018, Orlandoc« Maraca » Valle et la chanteuse-pianiste cubaine Janysett McPherson se sont produits en concert à l'Auditorium Joseph Kosma, dans le cadre du "premier Festival de la chanson française à Nice".